# Richard Flockenhaus

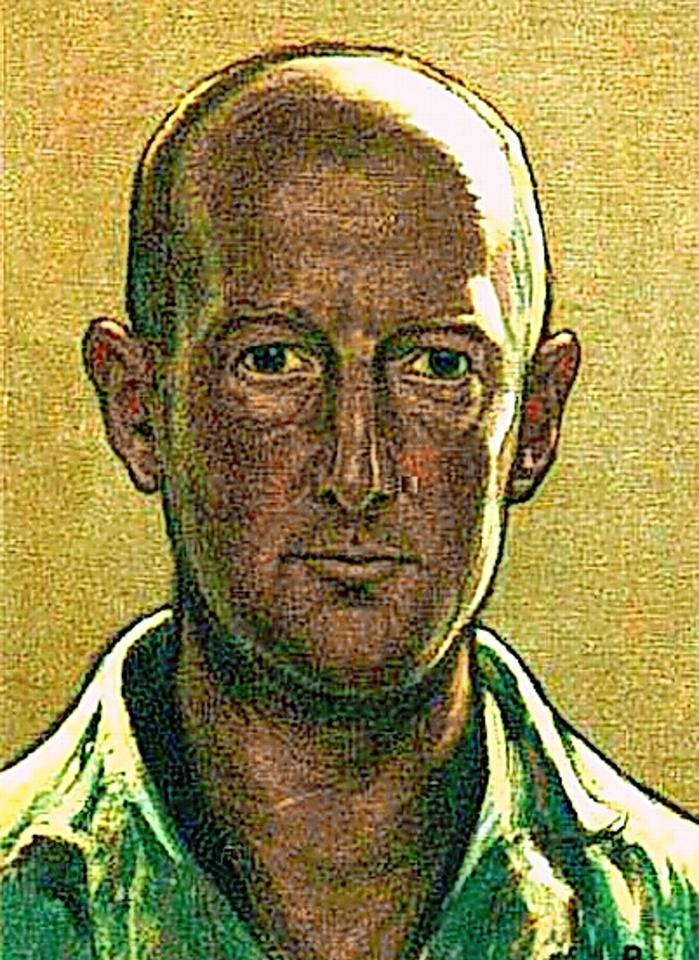
Selbstbildnis

Richard Flockenhaus (* 23. Juni 1876 in Forst (Lausitz); † 3. Juli 1943 in Berlin-Steglitz) war ein deutscher Maler, Grafiker, Lithograf, Radierer und Holzschneider, der auch Gebrauchsgraphiken und Buchschmuck fertigte, im Kunstgewerbe arbeitete und Glasmalerei betrieb.

## Leben
Flockenhaus besuchte das Gymnasium in Cottbus und das Luisenstädtische Gymnasium Berlin. Nach dem Abitur studierte er an der Königlichen Kunstschule in Berlin sowie an der Akademie in Amsterdam.
Nach dem Studium beschäftigte er sich zuerst mit dem Kunstgewerbe, entwarf u. a. Tapetenmuster. Später illustrierte er Kinder- und Jugendbücher. Der Berliner Verleger Martin Warneck beauftragte ihn mit der Schaffung von Illustrationen zum Buch von Wilhelm Laubengeiger Die Mutter im deutschen Liede. Eine Blumenlese deutscher Dichtungen aus alter und neuer Zeit über die edelste aller Frauen. Im Buch sind zudem vom Künstler geschaffene und signierte Werke als Vollbilder abgedruckt und betitelt: „Ferner hinüber“ zum gleichnamigen Gedicht von Wilhelm Jensen, „Der offene Schrank“ von Nikolaus Lenau, „Wiegenlied einer Mutter“ von Johann Martin Miller sowie „Großmutters Strickzeug“, signiert und mit der Jahreszahl 1910 versehen. Ein Jahr zuvor hatte der Künstler für die Erstauflage des Kinderbuchs Fips und Strudelchen, Hurzelpurzel und die anderen Zwerge die farbigen Bilder geschaffen.
Nach dem Ausbruch des Ersten Weltkrieges wurde er zum Kriegsdienst berufen, nahm u. a. an der Schlacht an der Somme teil. Nach dem Krieg war er in Berlin als freischaffender Künstler tätig. In der Zeit des Nationalsozialismus war er obligatorisch Mitglied der Reichskammer der bildenden Künste. 1939 beteiligte er sich in Berlin an der „Frühjahrsausstellung des Frontkämpferbunds bildender Künstler“. 
Das Adressbuch verzeichnet ihn 1943 als Kunstmaler in der Steglitzer Südendstraße 14.
Flockenhaus schuf relativ wenige Öl- und Gouachebilder, beschäftigte sich intensiv mit Radierungen, seit 1930 auch mit dem Holzschnitt, und illustrierte Bücher.
Er entwarf die Fenster der Sakristei der Dorfkirche Birkenwerder. Für die Martin-Luther-Kirche Hennigsdorf machte er 1938 die Entwürfe für das Gesamtkonzept der Umgestaltung des Inneren und entwarf er die Farbglasfenster und die Ausmalung der Apsis. „Der die Mühseligen einladende Christus“ von 1938 schmückt die Apsiskuppel der Kirche. Durch Artillerietreffer im Zweiten Weltkrieg gingen die nach Entwürfen von Flockenhaus 1928 neu geschaffenen Kirchenfenster verloren. Sieben seiner Holzschnitte befinden sich in der Sammlung der Landesgeschichtlichen Vereinigung für die Mark Brandenburg.
Flockenhaus wurde auf dem Friedhof Steglitz bestattet.

## Ausstellungen (unvollständig)
- 1922: Berlin, Große Berliner Kunstausstellung[9]
- 1923: Berlin, Große Berliner Kunstausstellung (mit der Radierung Krieg)
- 1954: Potsdam, Kulturbundheim, Gruppenausstellung
- 2004: Forst, Museumsverein Ausstellung zum 60. Todestag

## Werke (Auswahl)

### Malerei und Grafik
- Der Krieg (1923/1923, Öl auf Holz, 191 × 170 cm; Lindenau-Museum Altenburg; Inv.-Nr. 2072)

- Szenen aus dem 1. Weltkrieg
- Totenfeld an der Aisne
- Auferstehender Soldat
- Winterlandschaft bei Mondschein (1941)

### Buchillustration
- Georg Paulinus: Schauen und Schaffen - Eine Heimatfibel. Verlag Oehmigke, Berlin, 1938